# Radiofreqüència

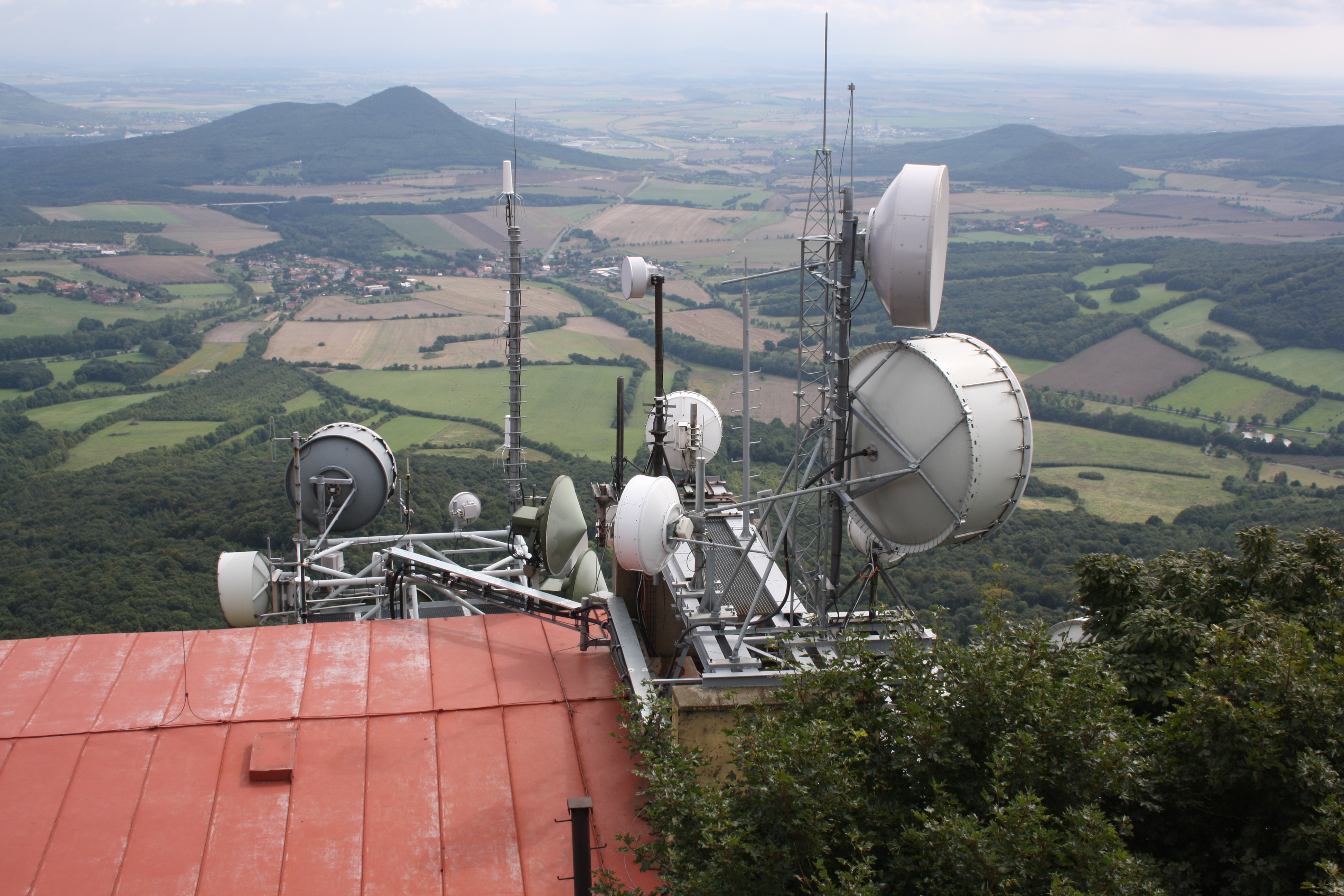
Antenes per a transmissió de la radio i televisió a República Txeca.

S'anomena radiofreqüència o ones de ràdio (RF) la part de l'espectre electromagnètic en què les ones electromagnètiques es poden generar mitjançant un corrent altern aplicat a una antena i tradicionalment s'han utilitzat per a la comunicació.
El terme radiofreqüència (abreujat RF), també denominat espectre de radiofreqüència, s'aplica a la porció menys energètica de l'espectre electromagnètic, situada entre 3 hertz (Hz) i 300 gigahertz (GHz).
L'hertz és la unitat de mesura de la freqüència de les ones, i correspon a un cicle per segon. Les ones electromagnètiques d'aquesta regió de l'espectre, es poden transmetre aplicant el corrent altern originat en un generador a una antena.

## Classificació
Tota aquesta banda de radiofreqüències molt extensa, que abasta aproximadament dels 3 Hz als 300 GHz, es pot dividir en diverses bandes més específiques:
| Nom de la freqüència           | Freqüència en anglès     | Abreviatura anglesa | BandaUIT | Freqüències   | Longitud d'ona    |
| ------------------------------ | ------------------------ | ------------------- | -------- | ------------- | ----------------- |
| -                              | -                        | -                   | -        | <3 Hz         | >100.000 km       |
| Freqüència extremadament baixa | Extremely Low Frequency  | ELF                 | 1        | 3–30 Hz       | 100.000–10.000 km |
| Super baixa freqüència         | Super Low Frequency      | SLF                 | 2        | 30–300 Hz     | 10.000–1.000 km   |
| Freqüència ultrabaixa          | Ultra Low Frequency      | ULF                 | 3        | 300–3.000 Hz  | 1.000–100 km      |
| Molt baixa freqüència          | Very Low Frequency       | VLF                 | 4        | 3–30 kHz      | 100–10 km         |
| Baixa freqüència               | Low Frequency            | LF                  | 5        | 30–300 kHz    | 10–1 km           |
| Mitjana freqüència             | Medium Frequency         | MF                  | 6        | 300–3.000 kHz | 1 km – 100 m      |
| Alta Freqüència                | High Frequency           | HF                  | 9        | 3–30 MHz      | 100 m – 10 m      |
| Molt alta freqüència           | Very High Frequency      | VHF                 | 11       | 30-300 MHz    | 10–1 m            |
| Ultra alta freqüència          | Ultra High Frequency     | UHF                 | 10       | 300-3000 MHz  | 1 m–100 mm        |
| Super alta freqüència          | Super High Frequency     | SHF                 | 11       | 3–30 GHz      | 100–10 mm         |
| Freqüència extremadament alta  | Extremely High Frequency | EHF                 | 11       | 30–300 GHz    | 10–1 mm           |

Notes:
- Per sobre de 300 GHz, l'absorció de la radiació electromagnètica per l'atmosfera terrestre és tan gran que l'atmosfera és opaca a freqüències superiors. L'atmosfera torna a ser transparent a l'infraroig proper i el visible.
- Les bandes SHF i EHF sovint no es consideren part de l'espectre de radiofreqüència, sinó de la banda de microones.
- Cal remarcar que les ones són sensibles als obstacles més grans que la seva longitud d'ona (difracció); per tant, com més gran sigui la longitud d'ona, més fàcil serà la propagació del senyal i més fàcilment podrà superar els obstacles. Nogensmenys, per a aplicacions com els radars convé utilitzar ones de longitud més curta, per poder detectar objectes més petits. La part alta de l'atmosfera anomenada ionosfera té un efecte parcialment reflector sobre les ones de ràdio més curtes, el que permet llur propagació malgrat la curvatura de la Terra; les ones de ràdio més llargues, en canvi, no pateixen aquest efecte.
- A partir d'1 GHz les bandes entren dins de l'espectre de les microones. Per sobre de 300 GHz l'absorció de la radiació electromagnètica per l'atmosfera terrestre és tan alta que l'atmosfera es torna opaca a ella, fins que, en els denominats rangs de freqüència infrarojos i òptics, torna de nou a ser transparent.
- Les bandes ELF, SLF, ULF i VLF comparteixen l'espectre de la AF (audiofrecuencia), que es troba entre 20 i 20.000 Hz aproximadament. No obstant això, aquestes es tracten d'ones de pressió, com el so, per la qual cosa es desplacen a la velocitat del so sobre un mitjà material. Mentre que les ones de radiofreqüència, en ser ones electromagnètiques, es desplacen a la velocitat de la llum i sense necessitat d'un mitjà material.

## Història
Les bases teòriques de la propagació d'ones electromagnètiques van ser descrites per primera vegada per James Clerk Maxwell. Heinrich Rudolf Hertz, entre 1886 i 1888, va ser el primer a validar experimentalment la teoria de Maxwell.
L'ús d'aquesta tecnologia per primera vegada és atribuït a diferents persones: Alejandro Stepánovich Popov va fer les seves primeres demostracions a Sant Petersburg, Rússia; Nikola Tesla en Sant Luis (Missouri), Estats Units i Guillermo Marconi en el Regne Unit.
El primer sistema pràctic de comunicació mitjançant ones de ràdio va ser el dissenyat per Guillermo Marconi, qui l'any 1901 va realitzar la primera emissió transatlàntica radioelèctrica. Actualment, la ràdio pren moltes altres formes, incloent xarxes sense fils, comunicacions mòbils de tota classe, així com la radiodifusió.

## Usos de la radiofreqüència

### Radiocomunicacions

Sistemes de ràdio AM i FM.

Encara que s'empra la paraula radio, les transmissions de televisió, ràdio, radar i telefonia mòbil estan incloses en aquesta classe d'emissions de radiofreqüència. Altres usos són àudio, vídeo, radionavegació, serveis d'emergència i transmissió de dades per ràdio digital; tant en l'àmbit civil com a militar. També són usades pels radioaficionats.

### Radioastronomia
Molts dels objectes astronòmics emeten en radiofreqüència. En alguns casos en rangs amples i en altres casos centrats en una freqüència que es correspon amb una línia espectral, per exemple:
- Línia de HI o hidrogen atòmic. Centrada en 1,4204058 GHz.
- Línia de CO (transició rotacional 1-0) associada a l'hidrogen molecular. Centrada en 115,271 GHz.

### Radar
El radar és un sistema que usa ones electromagnètiques per mesurar distàncies, altituds, adreces i velocitats d'objectes estàtics o mòbils com a aeronaus, vaixells, vehicles motoritzats, formacions meteorològiques i el mateix terreny. El seu funcionament es basa a emetre un impuls de radi, que es reflecteix en l'objectiu i es rep típicament en la mateixa posició de l'emissor. A partir d'aquest "ressò" es pot extreure gran quantitat d'informació. L'ús d'ones electromagnètiques permet detectar objectes més enllà del rang d'un altre tipus d'emissions. Entre els seus àmbits d'aplicació s'inclouen la meteorologia, el control del tràfic aeri i terrestre i gran varietat d'usos militars.

### Ressonància magnètica nuclear
La ressonància magnètica nuclear estudia els nuclis atòmics en alinear-los a un camp magnètic constant per posteriorment pertorbar aquest alineament amb l'ús d'un camp magnètic altern, d'orientació ortogonal. La resultant d'aquesta pertorbació és una diferència d'energia que s'evidencia en ser excitats aquests àtoms per radiació electromagnètica de la mateixa freqüència. Aquestes freqüències corresponen típicament a l'interval de radiofreqüències de l'espectre electromagnètic. Aquesta és l'absorció de ressonància que es detecta en les diferents tècniques de RMN.

### Altres usos de les ones de ràdio
- Escalfament
- Força mecànica
- Metal·lúrgia: 
  - Temperat de metalls
  - Soldadures
- Indústria alimentària:
  - Esterilització d'aliments
- Medicina: 
  - Implant coclear
  - Diatermia